# Aubin-Louis Millin de Grandmaison

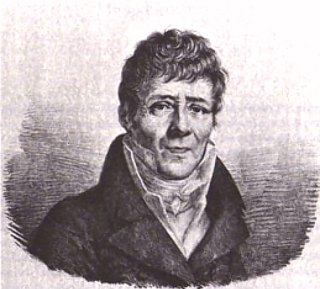
Aubin-Louis Millin de Grandmaison.

Aubin-Louis Millin de Grandmaison, född den 17 juli 1759 i Paris, död där den 14 april 1818, var en fransk fornforskare och konsthistoriker. 
Millin de Grandmaison var konservator vid nationalbibliotekets antik- och medaljkabinett. Han deltog i franska revolutionen och utgav "Almanac républicain 1793" samt andra revolutionsskrifter, men blev inte desto mindre misstänkt och ett helt år hållen i fängelse. Millin de Grandmaison skrev bland annat Antiquités nationales (5 band, 1790–98), Monuments antiques inédits (2 band, 1802–04), Histoire métallique de la révolution française (1806) samt skildringar av resor, som han gjorde i södra Frankrike och i Italien. En Histoire métallique de Napoléon (1819), som av Millin de Grandmaison påbörjades, fullbordades av James Millingen. Tillsammans med François Noël och Israel Warens grundlade han "Magazin encyclopédique" (122 band, 1795–1816), vilken publikation fick en fortsättning i "Annales encyclopédiques" (12 band, 1817–18). Millin de Grandmaison, som även var naturkunnig, stiftade, tillsammans med Pierre Marie Auguste Broussonet och Louis Augustin Guillaume Bosc, Société Linnéenne i Paris (1788) samt var dess ständige sekreterare. Som konsthistoriker framträdde Millin de Grandmaison i Voyage dans les départements du midi de la France (5 band, 1807–11).